# تخت‌باله
تخت‌باله(نام علمی: Platypterygius) نام یک سرده از تیره چشم‌خزندگان است.